# Зехра Деовић
Зехра Деовић (Фоча, 9. децембар 1938 — Сарајево, 30. октобар 2015) била је босанскохерцеговачка интерпретаторка севдалинки.

## Биографија
На програму некадашњег Радио Сарајева још од 1960. је снимала искључиво босанске севдалинке. Пјевајући репертоар традиционалних босанских љубавних пјесама обишла је по неколико пута све континенте. Заступала је бившу Југославију на више интернационалних фестивала етно музике. Снимила је неколика плоча типа ЛП и сингл. За 38 година рада на радију оставила је значајан број архивских снимака севдалинки. Добитница је Естрадне награде Југославије и Естрадне награде Босне и Херцеговине. Живела је и радила у Сарајеву.
Преминула је 30. октобра 2015. у Сарајеву.

## Фестивали
- 1964. Илиџа - Пјесма Сарајеву
- 1966. Илиџа - Са истока сунце мило
- 1967. Илиџа - Прошле су тужне ноћи / Растанак (алтернација са Неџадом Салковићем), друга награда стручног жирија
- 1967. Београдски сабор - Кад у башчи заспу ђул бехари
- 1971. Илиџа - Вољела сам
- 1985. Фестивал народне музике, Сарајево - Поклон Босни, награда за интерпретацију
- 1987. Илиџа - Срце моје изморено (Вече посвећено композитору Јози Пенави)
- 1990. Вогошћа, Сарајево - Да сам птица / Мејра на табуту / Кад процвату бехари (Гошћа ревијалног дела фестивала)
- 2009. Фестивал завичајне народне музике, Велика Кладуша - Колика је Јахорина планина / У Цазину бијела кула (Гошћа ревијалног дела фестивала)
- 2011. Фестивал завичајне народне музике, Велика Кладуша - Ја ћу опет на теферић доћи (Гошћа ревијалног дела фестивала)
- 2013. Фестивал завичајне народне музике, Велика Кладуша - Поклон Босни (Гошћа ревијалног дела фестивала)
- 2014. Фестивал завичајне народне музике, Велика Кладуша - Ни Бајрами више нису / Дјевојка пита славића (Гошћа ревијалног дела фестивала)